# Otitis externa
La otitis externa es una inflamación del conducto auditivo externo que puede ser infecciosa o no infecciosa. Se diferencia de la otitis media en que esta afecta al oído medio.
También es conocida como otitis del nadador u oído de nadador debido a que es mucho más frecuente en los meses de verano cuando se hacen recuentes los baños en piscinas que tienden a agravar el cuadro cuando ya se tiene.

## Causas
Puede ser secundaria a dermatitis (eccema) o ser causada por una infección bacteriana. No es infrecuente que se asocie con el incorrecto uso de hisopos para la limpieza auricular.

## Síntomas
Los síntomas principales son: dificultad para la audición, dolor y sensibilidad al tacto.

## Factores de riesgo
- Humedad
- Trauma o dispositivos externos (hisopos de algodón, tapones para los oídos, audífonos)
- Afecciones dermatológicas como eccema y psoriasis.
- Canales auditivos externos estrechos
- Obstrucción del canal auditivo (obstrucción de cerumen, cuerpo extraño)
- Radioterapia o quimioterapia
- Estrés
- Pacientes inmunocomprometidos[3]

## Tipos
La otitis externa de origen bacteriano se divide en cuatro tipos:
- Otitis externa aguda circunscrita o forúnculo del conducto auditivo externo no interno.
- Otitis externa aguda difusa.
- Otjitis externa crónica
- Otitis externa invasiva o maligna.

## Diagnóstico diferencial
Se debe realizar un diagnóstico diferencial con:
- Otitis media aguda
- Dermatitis de contacto del conducto auditivo
- Psoriasis
- Forunculosis
- Herpes zósterr ótico (síndrome de Ramsey Hunt)
- Síndrome de la articulación temporomandibular (ATM)
- Cuerpo extraño
- Carcinoma del conducto auditivo

## Tratamiento
Los antibióticos tópicos comunes indicados para la otitis externa incluyen:
- Polimixina B, neomicina e hidrocortisona 3 a 4 gotas en el oído afectado cuatro veces al día
- Ofloxacina 5 gotas en el oído afectado dos veces al día
- Ciprofloxacina con hidrocortisona 3 gotas en el oído afectado dos veces al día